# 托塞加尔瀑布
托塞加尔瀑布（Thoseghar Waterfalls）是位于印度西部康坎地区边缘距离萨塔拉20公里的一系列的瀑布，這些瀑布中有些瀑布高15至20米，有一个瀑布高约200米。此地會吸引來自於马哈拉施特拉邦的旅客，每年的7月至11月的雨季或季风季节期間是旅遊旺季，因為受到降雨影響此時瀑布的水量更大、更壮观。